# Scholia Bobiensia
Gli Scholia Bobiensia (scientificamente normalmente abbreviato schol. Bob.) sono una raccolta di spiegazioni dotte, i cosiddetti Scholia, su dodici discorsi di Cicerone.

## Riscoperta
Gli Scholia Bobiensia sono stati tramandati in un palinsesto originariamente conservato nella biblioteca dell'Abbazia di San Colombano di Bobbio vicino a Pavia. Parte del palinsesto e altri pezzi giunsero alla Biblioteca Ambrosiana di Milano nel 1616, dove furono scoperti dal cardinale e filologo Angelo Mai e pubblicati a Milano nel 1814. Nella Biblioteca Vaticana, che nel 1618 aveva ricevuto anche manoscritti da Bobbio, Mai, uno dei fondatori delle ricerche sul palinsesto, ne scoprì presto un'altra parte e li rieditò insieme nel 1828. Se Mai inizialmente credeva, anche contro le obiezioni sollevate da Barthold Georg Niebuhr, che ci fossero commenti di Quinto Asconio Pediano su Cicerone, nei manoscritti, si allontanò da questo punto di vista con la visione del testo vaticano. Il palinsesto è oggi, sotto la sigla Ambr.E.147 e Vat. Lat. 5750, conservato nelle rispettive biblioteche.
Leo Ziegler fu il primo a intraprendere una nuova lettura di tutti i frammenti del palinsesto, ma nel 1872 e nel 1873 poté solo portare in stampa le pre-pubblicazioni. Fu seguito da Cornelius Brakman con uno studio di entrambe le parti, mentre Thomas Stangl, da cui proviene l'edizione oggi più citata, esaminò solo la parte milanese e la sottopose a una nuova lettura. Paul Hildebrandt, che aveva conseguito il dottorato in Scholia ed aveva anche un'edizione che è ancora in uso oggi, riuscì a vedere entrambe le sezioni. Gli emendamenti hanno seguito il lavoro di Stangl e Hildebrandt su Cornelius Brakman e David Roy Shackleton Bailey. Franz Ehrle pubblicò una riproduzione fotografica della sezione vaticana nel 1906.

## Contenuto e struttura
Gli Scholia Bobiensia contengono scolie a dodici discorsi di Cicerone degli anni 65-51 a.C., di cui nove pervenute, mentre tre sono andate perdute. I discorsi pervenuti sono:
- 1° Pro P. Sulla ("Pro Publius Cornelius Sulla", 62 a.C.)
- 4° Pro L. Valerio Flacco ("Pro Lucius Valerius Flaccus", 59 a.C.)
- 5° Oratio post reditum in senatu ("Ringraziamento al Senato", 57 a.C.)
- 6° Oratio post reditum ad Quirites ("Ringraziamento al popolo", 57 a.C.)
- 7° Pro T. Annio Milone ("Titus Annius Milo", 52 a.C.)
- 8° Pro P. Sestio ("Publius Sestius", 56 a.C.)
- 9° In P. Vatinium testem interrogatio ("Contro Publio Vatinius", 56 a.C.)
- 10° Per cn. Plancio ("Per Gnaeus Plancius", 54 a.C.)
- 12° Pro Archia poeta ("Per il poeta Archias", 62 a.C.)

I discorsi persi:
- 2° In P. Clodium et Curionem (61 a.C.) Chr.),
- 3° De rege Alexandrino (65 a.C.)
- 11° De aere alieno Milonis (53 a.C.)

L'ordine è per lo più cronologico. Quello del 65 a.C. De rege Alexandrino è stato modificato rispetto alla cronologia così come Pro T. Annio Milone e Pro Archia poeta. Il discorso Pro Murena è volutamente escluso, probabilmente anche Pro C. Rabirio Postumo (“Per Gaio Rabirio Postumo”, 54 a.C.). Inoltre, manca un blocco di discorsi, che potrebbe non essere stato incluso nel manoscritto a disposizione delle scoliaste. Questi sono: Pro M. Caelio, De provinciis consularibus, Pro L. Balbo, In L. Pisonem. Il discorso De haruspicum responso non poteva essere preso in considerazione per ragioni cristiane, perché nel suo commento a Pro Cn. Plancio, l'autore descrive il Feriarum Latinarum sacrificio, il sacrificio in occasione delle Feriae Latinae, come usanza secondo antiche superstizioni.
Il testo è distribuito su 102 delle ex 581 folia, quindi ne è sopravvissuto meno di un quinto. Sono assegnati ai Quaternioni 46–73 del sottostante Codex. Il sottotesto del palinsesto proviene probabilmente dal V secolo ed è stato costruito nel VII o VIII secolo a Bobbio.
I commenti ai discorsi di Cicerone conservati nelle Scholia sono una fonte importante per filologi, storici e giuristi. Quelli sui tre discorsi perduti forniscono la base per la comprensione e l'ordine cronologico e svolgono un ruolo importante nel recupero della biografia di Cicerone.
Il commento stesso è generalmente considerato del IV secolo. Secondo Paul Hildebrandt, è un estratto del IV secolo su un commento retorico del II secolo. È possibile che un commentatore classico di Hieronymus chiamato Volcacius, che ha scritto in orationes Ciceronis, sia l'autore dello scritto sottostante. Hieronymus lo annovera tra Emilio Aspro, il commentatore e grammatico del II secolo, e il padre della chiesa Gaio Mario Vittorino dal prima metà del IV secolo. Questo è seguito dal maestro di Hieronymus, Elio Donato, della seconda metà del IV secolo. Peter Lebrecht Schmidt pensa anche che sia possibile che un autore del IV secolo abbia ristrutturato e curato un commento strettamente cronologico in base alle notizie della sua epoca. Il commento di fondo del II secolo, secondo lui, si basava sui commenti di Asconio Pediano, del I secolo, sull'opera di Cicerone.

## Edizioni e traduzioni
- Angelo Mai: M. Tullii Ciceronis trium orationum in Clodium et Curionem, de aere alieno Milonis, de rege Alexandrino fragmenta inedita. Pirot, Milano 1814 (Google Books).
- Angelo Mai: Classicorum auctorum e vaticanis codicibus editorum. Volume 2. Typis Vaticanis, Roma 1828, pp. 1–268 (versione digitalizzata).
- Paul Hildebrandt: Scholia in Ciceronis orationes Bobiensia. Teubner, Lipsia 1907 (versione digitalizzata).
- Thomas Stangl: Ciceronis orationum scholiastae. Volume 2. F. Tempsky, Vienna 1912 (Volume 1: Prolegomena e Volume 3: Indici non presenti).